# Моту проприо
Моту проприо (на латински: motu proprio, в превод „по собствена инициатива“) е папски документ. Формулата „Motu proprio“ започва да се използва в кореспонденцията на папата с чужди владетели, когато римският папа не отговарял на направените му предложения, а решавал въпроса по собствена инициатива, сякаш дотогава не е получавал никакви проекти и предлажения във връзка със същия въпрос. Папските документи „Мotu proprio“ започватт да се използват от папите в края на XV в. са често срещана форма на папски писма, послания и увещания, особено при създаване на институции, когато се правят незначителни промени в каноничното право или процедури, както и при предоставяне на определени привилегии на лица или институции.
Първият папски документ „motu proprio“ е издаден от папа Инокентий VIII през 1484 г.

## Примери за апостолически послания Motu proprio
- „Cum proxime“ - моту проприо, издадено от папа Пий XI на 1 март 1922 г.
- „Summi Pontificis electio“ - моту проприо, издадено от папа Йоан XXIII на 5 септември 1962 г.
- „Ingravescentem Aetatem“ - моту проприо, издадено от папа Павел VI на 21 ноември 1970 г.
- „Summorum Pontificum“ - моту проприо, издадено от папа Бенедикт XVI на 7 юли 2007 г.